# آسمان هفتم (مجموعه تلویزیونی)
آسمان هفتم (انگلیسی: 7th Heaven) یک مجموعهٔ تلویزیونی آمریکایی در ژانر درام خانوادگی است که توسط برندا همپتون ساخته و تولید شده‌است. داستان این مجموعه به خانوادهٔ کامدن و زندگی آن‌ها در شهر خیالی گِلِنوک، کالیفرنیا می‌پردازد. پخش این مجموعه در ۲۶ اوت ۱۹۹۶ در شبکه دبلیو بی آغاز و در آن‌جا به مدت ده فصل پخش شد و آن را به طولانی‌ترین مجموعه در تاریخ این شبکه تبدیل کرد. پس از تعطیلی شبکهٔ دبلیو بی و ادغام آن با یوپی‌ان و تشکیل سی‌دابلیو، این مجموعه در ۲۵ سپتامبر ۲۰۰۶ برای فصل یازدهم و آخرین آن در شبکهٔ جدید پخش شد و آخرین قسمت آن در ۱۳ می ۲۰۰۷ پخش شد.

## بازیگران
- استیون کالینز
- کاترین هیکس
- بری واتسون
- دیوید گلگر
- جسیکا بیل
- بورلی میچل
- مکنزی روسمان
- چاز لامار شِپرد
- مورین فلانیگان
- آدام لاورگنا
- نیکُلاس برینو
- لُرِنزو برینو
- جف استالتس
- جورج اِستالتز
- اشلی سیمپسون
- ریچل بلانچارد
- جرملی لندن
- اسکاتی لیوِنوُرث
- تایلر هوچلین
- سارا تامپسون
- هایلی داف
- مِگان هِنین